# Israele ai Giochi olimpici
Israele ha partecipato per la prima volta ai Giochi olimpici nel 1952, e da allora ha preso parte a tutte le edizioni estive ad eccezione di Mosca 1980, in cui aderì al boicottaggio proclamato dagli Stati Uniti. La prima partecipazione ai Giochi invernali è invece del 1994.
Durante i Giochi del 1972, nel massacro di Monaco di Baviera, undici atleti israeliani furono uccisi da un commando dell'organizzazione palestinese Settembre Nero.
Gli atleti israeliani hanno vinto 20 medaglie olimpiche, tutte nei Giochi estivi. La prima medaglia d'oro fu conquistata nella vela da Gal Fridman a Atene 2004
Il Comitato Olimpico d'Israele, fondato nel 1933 come Comitato del Mandato britannico della Palestina, è stato riconosciuto dal CIO nel 1952 e si è associato ai Comitati Olimpici Europei nel 1994.

## Medagliere storico
| Giochi                 | Oro              | Argento          | Bronzo           | Totale           |
| ---------------------- | ---------------- | ---------------- | ---------------- | ---------------- |
| 1952 Helsinki          | 0                | 0                | 0                | 0                |
| 1956 Melbourne         | 0                | 0                | 0                | 0                |
| 1960 Roma              | 0                | 0                | 0                | 0                |
| 1964 Tokyo             | 0                | 0                | 0                | 0                |
| 1968 Città del Messico | 0                | 0                | 0                | 0                |
| 1972 Monaco            | 0                | 0                | 0                | 0                |
| 1976 Montreal          | 0                | 0                | 0                | 0                |
| 1980 Mosca             | non partecipante | non partecipante | non partecipante | non partecipante |
| 1984 Los Angeles       | 0                | 0                | 0                | 0                |
| 1988 Seul              | 0                | 0                | 0                | 0                |
| 1992 Barcellona        | 0                | 1                | 1                | 2                |
| 1996 Atlanta           | 0                | 0                | 1                | 1                |
| 2000 Sydney            | 0                | 0                | 1                | 1                |
| 2004 Atene             | 1                | 0                | 1                | 2                |
| 2008 Pechino           | 0                | 0                | 1                | 1                |
| 2012 Londra            | 0                | 0                | 0                | 0                |
| 2016 Rio de Janeiro    | 0                | 0                | 2                | 2                |
| 2020 Tokyo             | 2                | 0                | 2                | 4                |
| 2024 Parigi            | 1                | 5                | 1                | 7                |
| Totale                 | 4                | 6                | 10               | 20               |

### Medaglie alle Olimpiadi invernali
| Giochi              | Oro | Argento | Bronzo | Totale |
| ------------------- | --- | ------- | ------ | ------ |
| 1994 Lillehammer    | 0   | 0       | 0      | 0      |
| 1998 Nagano         | 0   | 0       | 0      | 0      |
| 2002 Salt Lake City | 0   | 0       | 0      | 0      |
| 2006 Torino         | 0   | 0       | 0      | 0      |
| 2010 Vancouver      | 0   | 0       | 0      | 0      |
| 2014 Soči           | 0   | 0       | 0      | 0      |
| 2018 Pyeongchang    | 0   | 0       | 0      | 0      |
| 2022 Pechino        | 0   | 0       | 0      | 0      |
| Totale              | 0   | 0       | 0      | 0      |

### Medagliere per sport
| Sport       | Oro | Argento | Bronzo | Totale |
| ----------- | --- | ------- | ------ | ------ |
| Ginnastica  | 2   | 2       | 0      | 4      |
| Vela        | 2   | 1       | 2      | 5      |
| Judo        | 0   | 3       | 6      | 9      |
| Canoa/kayak | 0   | 0       | 1      | 1      |
| Taekwondo   | 0   | 0       | 1      | 1      |

### Medagliati
| Medaglia | Atleta | Edizione            | Sport              | Evento                    |
| -------- | --- | ------------------- | ------------------ | ------------------------- |
| Argento  | Yael Arad | Barcellona 1992     | Judo               | Categoria 61 kg femminile |
| Bronzo   | Oren Smadja | Barcellona 1992     | Judo               | Categoria 71 kg maschile  |
| Bronzo   | Gal Fridman | Atlanta 1996        | Vela               | Classe Mistral maschile   |
| Bronzo   | Michael Kolganov | Sydney 2000         | Canoa/kayak        | K1 500 m maschile         |
| Oro      | Gal Fridman | Atene 2004          | Vela               | Classe Mistral maschile   |
| Bronzo   | Ariel Zeevi | Atene 2004          | Judo               | Categoria 100 kg maschile |
| Bronzo   | Shahar Zubari | Pechino 2008        | Vela               | Windsurf maschile         |
| Bronzo   | Yarden Gerbi | Rio de Janeiro 2016 | Judo               | 63 kg femminile           |
| Bronzo   | Or Sasson | Rio de Janeiro 2016 | Judo               | +100 kg maschile          |
| Oro      | Artem Dolgopyat | Tokyo 2020          | Ginnastica         | Corpo libero maschile     |
| Oro      | Linoy Ashram | Tokyo 2020          | Ginnastica ritmica | Individuale femminile     |
| Bronzo   | Avishag Semberg | Tokyo 2020          | Taekwondo          | 49 kg femminile           |
| Bronzo   | Tohar Butbul Raz Hershko Li Kochman Inbar Lanir Sagi Muki Timna Nelson-Levy Peter Paltchik Shira Rishony Or Sasson Gili Sharir Baruch Shmailov | Tokyo 2020          | Judo               | Squadre miste             |
| Oro      | Tom Reuveny | Parigi 2024         | Vela               | iQFoil maschile           |
| Argento  | Artem Dolgopyat | Parigi 2024         | Ginnastica         | Corpo libero maschile     |
| Argento  | Inbar Lanir | Parigi 2024         | Judo               | -78 kg femminile          |
| Argento  | Raz Hershko | Parigi 2024         | Judo               | +78 kg femminile          |
| Argento  | Sharon Kantor | Parigi 2024         | Vela               | iQFoil femminile          |
| Argento  | Ofir Shaham Diana Svertsov Adar Friedmann Romi Paritzki Shani Bakanov                                                                          | Parigi 2024         | Ginnastica ritmica | Concorso a squadre        |
| Bronzo   | Peter Paltchik | Parigi 2024         | Judo               | 100 kg maschile           |